# Шандор Гогољак
Шандор Гогољак (Оџаци, 3. септембар 1956.) српски је сликар.  

## Биографија
Шандор Гогољак се бави мејл артом, уметношћу књига, визуелном поезијом, перформансом и ауторскоим стрипом.